# Podaljšana petstrana ortokupolarotunda
| Podaljšana petstrana ortokupolarotunda | Podaljšana petstrana ortokupolarotunda        |
| -------------------------------------- | --------------------------------------------- |
|                                        |                                               |
| Vrsta                                  | Johnsonovo telo J39-J40-J41                   |
| Stranske ploskve                       | 3.5 trikotnikov 3.5 kvadratov 2+5 petkotnikov |
| Oglišča                                | 35                                            |
| Robovi                                 | 70                                            |
| Konfiguracija oglišča                  | 10(3.43) 10(3.42.5) 5(3.4.5.4) 2.5(3.5.3.5)   |
| Grupa simetrije                        | C5v                                           |
| Dualni polieder                        | -                                             |
| Lastnosti                              | konveksna                                     |
| mreža telesa                           |                                               |

Podaljšana petstrana ortokupolarotunda je eno izmed Johnsonovih teles (J40). Kot že ime nakazuje, jo lahko dobimo s podaljševanjem ortokupolerotunde (J32) tako, da dodamo desetstrano prizmo med njeni polovici. Z vrtenjem kupole ali rotunde za 36º pred vstavljanjem prizme, dobimo podaljšano petstrano girokupolotundo (J41).

## Prostornina in površina
Naslednji izrazi za prostornino (V) in površino (P) sta uporabna za vse stranske ploskve, ki so pravilne in imajo dolžino roba a:
{\displaystyle V={\frac {5}{12}}(11+5{\sqrt {5}}+6{\sqrt {5+2{\sqrt {5}}}})a^{3}\approx 16,936...a^{3}}
{\displaystyle P={\frac {1}{4}}(60+{\sqrt {10(190+49{\sqrt {5}}+21{\sqrt {75+30{\sqrt {5}}}}}}))a^{2}\approx 33,5385...a^{2}}